# Jonckheere

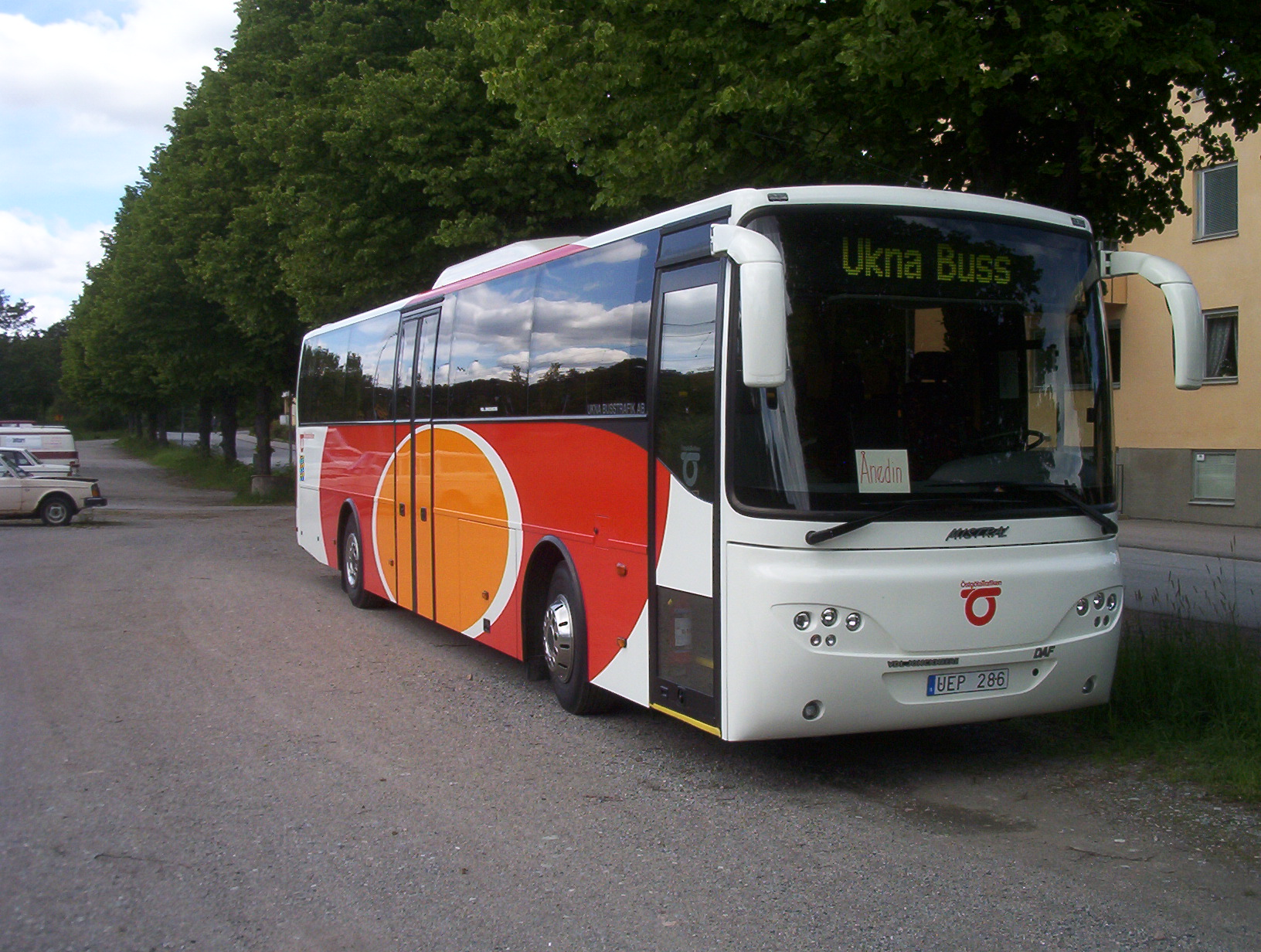
En VDL Jonckheere årsmodell 2004 i Östgötatrafikens färger.

Jonckheere är ett belgiskt företag som tillverkar karosser till bussar, bland annat på chassin från Scania, Volvo och DAF. Företaget grundades 1881 av Henri Jonckheere och tillverkade i början hästdragna vagnar. Företaget tillverkade sin första bil 1902. 1922 övergick de till att tillverka bussar och gör det än idag. De flesta av Jonckheeres bussar som säljs i Sverige från 2000-talet och framåt är turistbussar, men tidigare såldes även ett fåtal stadsbussar, ett exempel på detta är de i Uppland, Södermanland och östra Småland på 1980-1990-talen förekommande ledvagnarna Jonckheere TransCity med Scania BR112-chassin.
Sedan 1998 ingår Jonckheere i VDL-gruppen.